# Banjanträd
Banjanträd (Urostigma) är ett undersläkte av tropisk fikusarter som bland annat förekommer i Indonesien och växer på ett ovanligt sätt. De är stora träd som vanligen börjar som en epifyt på ett annat träd (även på byggnader och broar), där en fikonätande fågel har lämnat ett frö. Plantan utvecklar snabbt luftrötter ner från värdträdets gren och dessa luftrötter blir trädstammar så snart de når marken. Värdträdet stryps eller splittras sönder av banjanträdets snabba tillväxt, varför är ett annat vanligt namn på banjan är "strypfikus".

## Arter
Namnet banjan har applicerats på flera arter inom Ficus-släktet. Tre av dem är följande:
- Indisk banjan (F. benghalensis)[1]
- Citronfikus (F. microcarpa)
- Strypfikon (F. citrifolia)